# Bixessarri
Bixessarri es un núcleo de población del Principado de Andorra, situado en la parroquia de San Julián de Loria. En el año 2009 tenía 40 habitantes y en 2015 contaba con 47 habitantes.
El nombre del pueblo presenta mucha variación en la pronunciación (Bixissarri, Bixisarri, Bixessarri, Bixesarri, Bissisarri), el  común de San Julián de Loria pidió a la Comissió de Toponímia d'Andorra la opción Bissisarri, mientras que los cabezas de casa del pueblo eligieron la opción que se ha mantenido Bixessarri que es como aparece en diversas obras de referencia.
Su nombre tiene origen vasco, concretamente de *baxa-sarri, diminutivo de basa-sarri (literalmente, bosque espeso o lugar silvestre). De esta misma etimología procede el topónimo Basusarri, comuna francesa en Iparralde.